# Conductivitat tèrmica

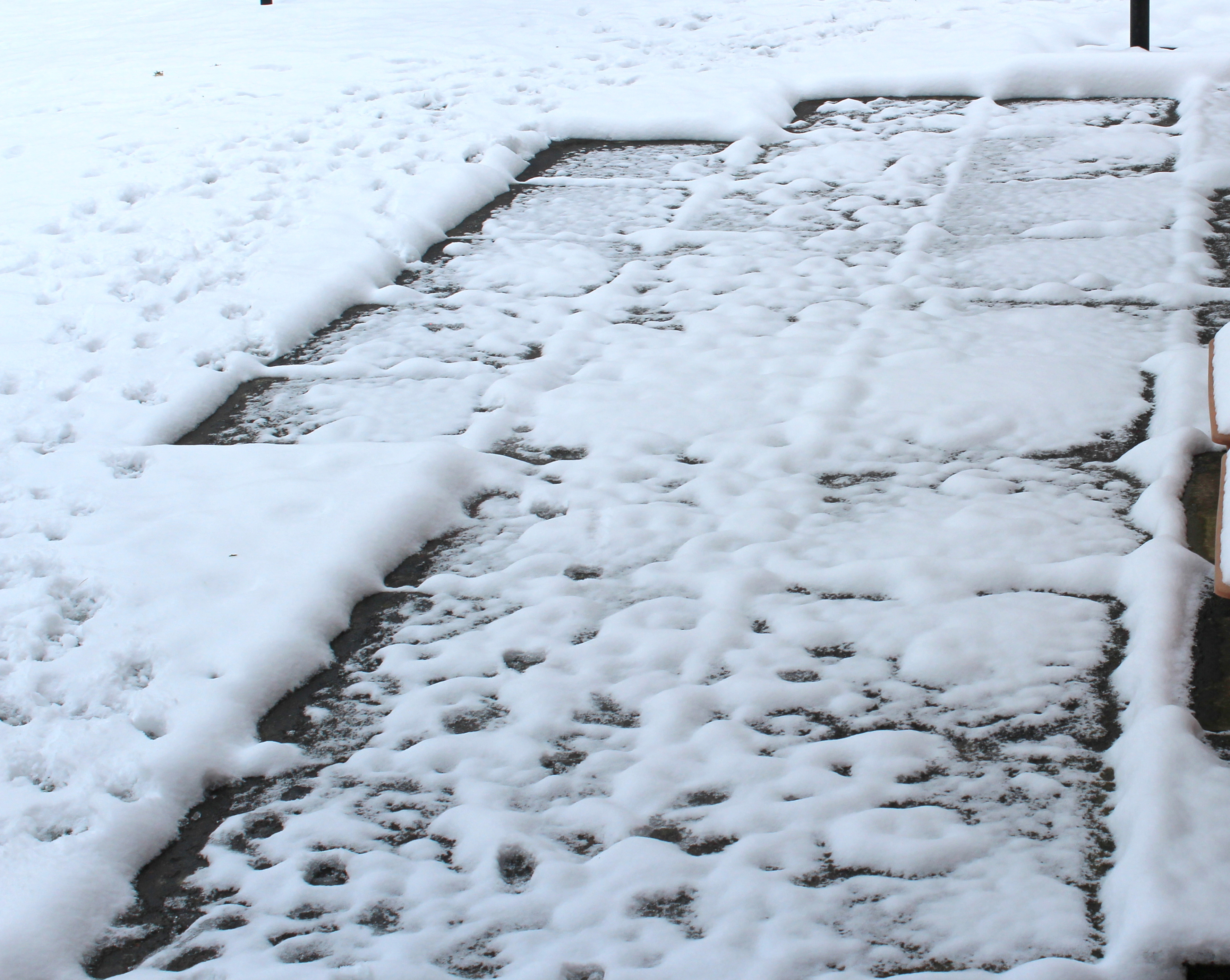
Diferències en la conductivitat tèrmica demostrades per la fosa de neu a les llambordes.

La conductivitat tèrmica (simbolitzada λ o k) és la mesura de la facilitat amb la qual la calor passa a través d'un material i depèn únicament de la natura del material i no de la seva forma. Tècnicament, és la quantitat d'energia que passa per unitat de temps a través d'una secció de material d'una unitat d'àrea, sotmesa a un gradient de temperatura entre les dues cares.
La conductivitat tèrmica es pot definir com la constant de proporcionalitat entre el flux de calor a observar i el gradient de temperatura que el provoca: 
Conductivitat tèrmica = flux de calor / (gradient de temperatura)
o en fórmules, en el supòsit que una barra llarga d amb secció S, i que té els seus dos extrems en contacte amb dues fonts de calor a diferents temperatures: 
{\displaystyle k={\frac {Q_{taxa}\cdot d}{S\cdot (T_{2}-T_{1})}}}
On: 
- Qtaxa és la taxa de transferència de calor o flux de calor (mesurat en watts), és a dir, la quantitat de calor que passa per unitat de temps a través de la secció S de la barra;
- D és la longitud de la barra (és a dir, la distància entre els punts a temperatura {\displaystyle T_{1}} i {\displaystyle T_{2}}), que se suposa uniforme;
- S és l'àrea de la secció transversal de la barra, perpendicular respecte a la direcció del gradient de temperatura, és a dir, la direcció en la qual es mesura la longitud d;
- T1 e T₂ són les temperatures en els extrems de la barra.

Una conductivitat tèrmica d'1 watt per metre i kelvin indica que una quantitat de calor d'un joule (J) es propaga a través d'un material per conducció tèrmica:
- en 1 segon
- per una superfície de 1m²
- per un espessor de 1m que és la separació entre les dues capes.
- quan la diferència de temperatures entre les dues cares és de 1K.

Com més gran sigui la seva conductivitat tèrmica, un material serà millor conductor de la calor. Com més baix sigui, el material serà més aïllant. Per exemple, el coure té una conductivitat de 385 watts per kelvin i metre, i és més de 10.000 vegades millor conductor de la calor que el poliuretà (0,035 watts per kelvin i metre).

## Unitats
En el SI d'unitats la conductivitat tèrmica es mesura en watts per metre kelvin, W/(m·K) 
- el watt és una unitat de potència
- el metre és una unitat de distància
- el kelvin és una unitat de temperatura

## Origen molecular de la conductivitat
Quan s'escalfa la matèria l'energia cinètica mitjana de les seves molècules augmenta. La conducció de calor molecular es descriu a partir de la llei de Fourier i la conducció de calor macroscòpica es descriu sense tenir en compte els fenòmens moleculars més aviat per un balanç d'energia. Per tant, la conducció tèrmica difereix de la convecció tèrmica en el fet que en la primera no hi ha moviments macroscòpics de matèria, que sí que ocorren en el segon fenomen. Tots els sòlids i els fluids amb flux laminar tenen la possibilitat de transferir calor mitjançant conducció tèrmica, mentre que la convecció tèrmica en general només és possible en fluids amb flux turbulent. La conducció canvia depenent de si són gasos, líquids o sòlids. Si són gasos, les molècules tenen un moviment desordenat i continu i xoquen entre si intercanviant energia i moment lineal. Si una molècula es desplaça des d'una zona de més temperatura a una altra de menys temperatura, ho fa en línia recta i transfereix l'energia cinètica a aquestes altres que tenen menys energia cinètica. Aquesta transferència és més gran quan les molècules són petites com les d'hidrogen, si la transferència es mesura mitjançant la velocitat de transferència de calor. La conductivitat tèrmica augmenta aproximadament segons l'arrel quadrada de la temperatura absoluta i és independent de la pressió a baixes atmosferes (menor de 10 atm). Quan la pressió és molt baix buit, llavors la conductivitat tendeix a zero perquè les molècules cessen el moviment que els permet la transferència. Per a líquids, les molècules estan més juntes entre si i els camps de forces intermoleculars són majors de manera que la teoria cinètica ja no és aplicable. Per aquest motiu, es van obtenir correlacions mitjançant models que es van ajustar a dades experimentals mitjançant mètodes semi-empírics. La conductivitat tèrmica varia de manera moderada amb la temperatura, és a dir, que es pot expressar de manera lineal: K=a+bT on a i b són constants empíriques. "a" és la conductivitat tèrmica a una temperatura de referència i "b" és el coeficient de conductivitat tèrmica que contempla la variació de la conductivitat pel que fa a la conductivitat a la temperatura de referència. Si la variació amb la temperatura és petita, llavors es pot considerar constant en aquest interval de temperatura. Això passa també per a la densitat i la calor específica. Les conductivitats tèrmiques dels líquids són independents de la pressió. Per a aliments que són barreges de substàncies simples, les propietats de barreja són una ponderació de les propietats de les substàncies simples, en aquesta secció no es discuteix això. Per als sòlids metàl·lics i no-metàl·lics ja es va comentar al principi.

## Factors que influeixen en la conductivitat tèrmica

### Temperatura
L'efecte de la temperatura a la conductivitat tèrmica és diferent per a metalls i per a no-metalls. En metalls la conductivitat és primàriament degut a electrons lliures. D'acord amb la llei Wiedemann-Franz la conductivitat tèrmica dels metalls és aproximadament proporcional al producte de la temperatura absoluta multiplicada per la conductivitat elèctrica. En metalls purs, la resistivitat elèctrica freqüentment s'incrementa de manera proporcional a la temperatura i, per tant, la conductivitat tèrmica roman aproximadament constant. En aliatges, el canvi de conductivitat elèctrica és usualment menor i, per tant, la conductivitat tèrmica s'incrementa amb la temperatura, freqüentment de manera proporcional.
D'altra banda, la conductivitat en els no-metalls es deu fonamentalment a les vibracions de la xarxa (vegeu intercanvi de fonons). Excepte per a vidres de qualitat alta a baixes temperatures, el camí lliure mitjà d'un fonó no es redueix de manera significativa per a altes temperatures. Per tant, la conductivitat dels no-metalls és aproximadament constant. Així la conductivitat tèrmica és baixa sempre que la temperatura no sigui massa baixa. A baixes temperatures per sota de la temperatura de Debye la conductivitat decreix just com ho fa la capacitat calorífica. Amb la forma matemàtica de conductivitat en funció de la temperatura, mitjançant el teorema del valor mitjà, s'obté un valor mitjà sota la premissa que la raó de transferència de calor a través d'un mitjà amb conductivitat tèrmica mitjana és igual a la raó de transferència a través del mateix mitjà amb conductivitat variable. A través d'aquesta equació, es demostra que la conductivitat tèrmica mitjana és igual al valor de la conductivitat tèrmica a la temperatura mitjana. El gradient de temperatura pel que fa a la posició és funció de b. Si b és més gran a zero, llavors va en descens. Si b és menor a zero, aleshores va en augment. Si b és igual a zero, aleshores és constant.

### Canvis de fase del material
Quan un material pateix canvis de fase de sòlid a líquid o de líquid de gas, la conductivitat tèrmica pot canviar. Com a resultat, la conductivitat de l'aigua és 0.58 W/(m·K) i quan es congela és 1.6 W/m·K) a una atmosfera de pressió.

### Estructura del material
Les substàncies cristal·lines pures poden exhibir diferents conductivitats tèrmiques en diferents direccions del vidre, a causa de diferències en la dispersió de fonons segons diferents direccions a la xarxa cristal·lina. El safir és un exemple notable de conductivitat tèrmica segons la direcció, amb una conductivitat de 35 W/(m·K) al llarg de l'eix-c, i 32 W/(m·K) al llarg de l'eix a.

### Conductivitat elèctrica
En metalls, la conductivitat tèrmica varia molt a la par amb la conductivitat elèctrica d'acord amb la llei de Wiedemann-Franz ja que els electrons de valència que es mou lliurement transporten no només corrent elèctric sinó també energia calòrica. Tot i això, la correlació general entre conductància elèctrica i tèrmica no es manté per a altres materials, a causa de la importància de la transmissió per fotons en no metalls.

### Convecció

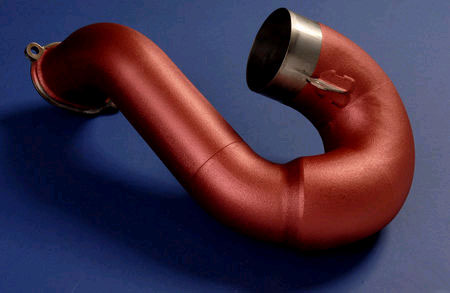
En sistemes de gasos d'escapament s'utilitzen recobriments ceràmics amb baixa conductivitat tèrmica per prevenir que la calor arribi a components sensibles

L'aire i altres gasos generalment són bons aïllants, a l'absència de convecció, per tant, molts materials aïllants funcionen simplement sota el principi que un gran nombre de buits plens de gas previndran la convecció a gran escala. Exemples d'això inclouen el poliestirè expandit i extruït (popularment conegut com el "styrofoam") i l'aerogel de sílice. Aïllants naturals i biològics com el pelatge i les plomes arriben a efectes similars inhibint dramàticament la convecció de l'aire o l'aigua a prop de la pell de l'animal.
Els gasos lleugers, com l'hidrogen i l'heli típicament tenen alta conductivitat tèrmica. Gasos densos com el xenó i el diclorodifluorometà tenen baixa conductivitat tèrmica. Una excepció, l'hexafluorur de sofre que s'utilitza en interruptors de potència en subestacions elèctriques, un gas dens, té una conductivitat tèrmica relativament alta a causa de la seva capacitat calorífica. L'argó, un gas més dens que l'aire, moltes vegades s'usa com a aïllant de vidres (en finestres de vidre doble) per millorar les seves característiques aïllants igual que a l'interior de bombetes elèctriques.

## Conductivitat tèrmica d'alguns materials
Normalment, la conductivitat tèrmica va aparellada a la conductivitat elèctrica, com per exemple, en el cas dels metalls, que presenten un valor elevat d'amdues. Una excepció notable és la del diamant, que presenta una alta conductivitat tèrmica però una baixa conductivitat elèctrica. El nou nanomaterial grafè, té una conductivitat tèrmica de 5.000 W·m-1·K-1 aproximadament, situant-lo com un material molt més conductor que el diamant.
La conductivitat tèrmica és una propietat dels materials que valora la capacitat de transmetre la calor a través d'ells. És elevada en metalls i en general en cossos continus, és baixa en polímers, i molt baixa en alguns materials especials com la fibra de vidre. Perquè hi hagi conducció tèrmica cal una substància, per això és nul·la en el buit ideal, i molt baixa en ambients on s'ha practicat un buit baix. Difereix de la radiació, en el fet que es necessita un mitjà per a la transferència d'energia.
El coeficient de conductivitat tèrmica (κ) caracteritza l'energia capaç de transportar per unitat de temps, unitat de longitud de separació entre les capes i la unitat de variació de temperatura entre les capes. És una propietat intrínseca de cada material que varia en funció de la temperatura a què s'efectua la mesura, per la qual cosa solen fer-se els mesuraments a 300 K per poder comparar uns elements amb els altres perquè a aquesta temperatura és més fàcil fer els mesuraments. Si hi ha més d'un component a la barreja com per exemple, un mur de maó amb juntes de morter, s'obté al laboratori un λ útil, mitjana ponderada dels coeficients de cada material. Això no vol dir que sigui heterogeni.
| Substància                  | W·m-1·K-1                                                      |
| --------------------------- | -------------------------------------------------------------- |
| Diamant natural             | 1000 - 2200                                                    |
| Plata                       | 406-407-418−427-429                                            |
| Coure                       | 353.1−368.7−385-386-390-401                                    |
| Or                          | 314-315-318                                                    |
| Alumini                     | 204.3-205−214.6-220-237−249.3-250                              |
| Llautó                      | 111                                                            |
| Platí                       | 70                                                             |
| Quars                       | 8                                                              |
| Vidre                       | 1                                                              |
| Aigua destil·lada           | 0,6                                                            |
| Maó                         | 0,8                                                            |
| Llana                       | 0,05                                                           |
| Vermiculita                 | 0,046                                                          |
| Poliestirè expandit         | 0,03                                                           |
| Aire sec (a 300 K, 100 kPa) | 0,026                                                          |
| Aerogel de sílice           | 0,013 en panells al buit a la pressió de 1,7 x 10-5 atmosferes |